# الإتجار بالجنس (مسلسل)
الإتجار بالجنس (بالانجليزية: Sex Traffic)؛ هو مسلسل بريطاني-كندي للإثارة والتشويق، ويتكون من جزأين. كتبه أبي مورغان وأخرجه ديفيد ييتس، وتم بثه لأول مرة على القناة الرابعة في 14 من أكتوبر 2004.  أنتج كلٌ من فيرونيكا كاستيلو وديريك واكس هذا المسلسل الذي يضم عددًا من النجوم، من بينهم: جون سيم في دور دانييل أبلتون. وهو صحفي يكشف عن عصابة تهريب تضم ضباط مكافحة الإتجار بالبشر، يعملون لدى إحدى الشركات الأمنية الخاصة في الولايات المتحدة. وفي الوقت الذي يتعهد فيه دانييل بمساعدة إيلينا (الشخصية التي قامت بها أناماريا مارينكا)، إحدى الفتيات اللواتي يتم الإتجار بهن، يحاول فضح هذا النشاط الذي يُجبر الشابات من أوروبا الشرقية على العيش في استعباد جنسي.
تم تصوير المسلسل في عدة أماكن ما بين لندن وبوخارست ونوفا سكوتيا. كما تم بث المسلسل على قناة CBC في كندا خلال شهر أكتوبر 2004. ومن الجدير بالذكر أنه على الرغم من فوزه بجائزة    BAFTA لأفضل ممثلة، فإن هذا الفيلم كان أول دورتلفزيوني تقوم به الممثلة أناماريا مارينكا. أما بشكل عام، حصل المسلسل على ثماني جوائز BAFTA ، بما في ذلك جائزة أفضل مسلسل درامي، وأربعة جوائز Gemini. تم إصدارالمسلسل على أسطوانات DVD في 4 سبتمبر 2006.

## الاستقبال
حاز فيلم "الإتجار بالجنس" على إشادة النقاد بوجه عام، حيث كتبت جمعية الأفلام البريطانية (بالإنجليزية:  British Film Institute) قائلة: " قدّم المخرج ديفيد ييتس رواية مثيرة ومعقدة للغاية، لها أبعادًا اجتماعية وسياسية مهمة، كما هو الحال في أعماله التلفزيونية السابقة التي تتضمن مسلسل (The Way We Live Now) المستوحى من رواية الكاتب أنتوني ترولوب، حيث سلّط الضوء على أوجه الشبه بين قسوة بطله الفيكتوري ورجال الإعلام الحديث، بالإضافة إلى نظريات المؤامرة المثيرة كما في مسلسل  (State of Play). إن قسوة الحياة في بيوت الدعارة ترتبط بشكل وثيق بأخلاقيات الأعمال التجارية في بوسطن التي تتخفى وراء أعمالها الخيرية بينما تتجاهل الفساد عمدًا. تم كتابة فيلم الإتجار بالجنس وتصويره وتسجيله بدقة.
وكتبت صحيفة ديلي تلغراف: " إن فيلم الإتجار بالجنس يُعد عملًا نزيهًا تناول قضية مؤلمة بشكل عنيف، ولكن هذه النزاهة هي التي تجعله دراما حيوية للغاية. فقد لمس هذا العمل قلب الجمهور، وستظل الصور المظلمة عالقة في أذهان الجميع مهما طال الزمن. عقّبت مجلة إمباير (بالإنجليزية: Empire)  بأن فيلم الإتجار بالجنس يُعد "عملاً شجاعًا وصادمًا في ذات الوقت"، في حين وصفته صحيفة ذا جارديان
(بالإنجليزية: The Guardian) بأنه «فيلم مثير». وعقّب (جون سيم) قائلاً: «إن مشاهدة فيلم الإتجار بالجنس ليست تجربة مروعة؛ لأنها مثيرة. ولكن لا يمكن الهروب من حقيقة أنها قضية مؤلمة.»

## الحبكة الدرامية
أثار طرد المُلازم كالوم تيت (لوك كيربي)، وهو ضابط في مجال مكافحة الإتجار بالبشر يعمل في البوسنة، قلق شركة الأمن الخاصة متعددة الجنسيات «كيرنويل»، التي يترأسها توم هارلزسبيرج (كريس بوتر). وبعد أن تم ضبطهم وهم يحاولون إيجاد إحدى الفتيات العاهرات بمبلغ 2000 دولار، أساءت أفعال الضابط (تيت) إلى سمعة الشركة بأكملها، حيث كان المديرون على وشك توقيع عقد بقيمة 8 ملايين دولار؛ لتوفير الأمن الخاص في العراق. ينفي (تيت) هذه الادعاءات مبررًا أنه كان يحاول إنقاذ أنيا بيتريا (ألكسندرا فاسولا)، وهي طالبة كانت قد تم تهريبها من رومانيا وأجبرت على العمل كعاهرة. يدًّعي (تيت) أن عددًا من ضباط كيرنويل، بما فيهم المقدم جيمس بروك (روبرت جوي) متورطون في عصابة تهريب تعمل على استعباد نساء شابات يبحثن عن ملجئٍ بعيدًا عن بلدانهن؛ أملًا في العثورعلى حياة أفضل في الغرب. فأصدرت شركة كيرنويل أمرًا بتعتيم الصحافة؛ مما يمنع وصول أي من ادعاءات (تيت) إليها.
في هذه الأثناء، يسافر دانيال أبليتون (جون سيم)، وهو صحفي يعمل في مؤسسة «حرية التعبير»، ومقرها لندن، إلى البوسنة للإبلاغ عن أنشطة شركة كيرنويل. وبينما كان هناك، يشهد عددًا من ضباط مكافحة الإتجار بالبشر وهم يمارسون الجنس مع العاهرات في إحدى الحانات. ولكن قبل أن يتمكن من الإبلاغ عن المعلومات التي توصل إليها، تمت مداهمة الحانة وانتشرت معلومات تشير إلى أنه تم ضبطه وهو يمارس الجنس مع عاهرة تُدعى إيلينا فيسينسكو (أناماريا مارينكا)، في هذه الأثناء. ينفي (أبلتون) هذه الادعاءات، لكن أمر رئيسه جون ستيوارت (أليسون بيبلز) بوقف التحقيق في قضية كيرنويل. أما (أبلتون) فقد قرر الاستمرار في التحقيق شخصيًا في قضية كيرنويل. واكتشف أنه بعد مغادرة البوسنة مباشرةً إلى أوروبا، تم العثور على جثة (أنيا بيتريا) تطفو على الشواطئ الإيطالية. وبعد أن انفصلت (إلينا) عن شقيقتها، توجهت إلى لندن للعثورعلى (أبلتون). فاستطاع (أبلتون) بمساعدة (إلينا) أن يفضح الضباط الفاسدين الذين يعملون لدى وحدة مكافحة الإتجار وأن يُقدم شركة كيرنويل إلى العدالة لمقاضاتهم.

## روابط خارجية
- الإتجار بالجنس على موقع IMDb (الإنجليزية)
- الإتجار بالجنس على موقع ألو سيني (الفرنسية)
- الإتجار بالجنس على موقع فيلمافينيتي (الإسبانية)
- الإتجار بالجنس على موقع ليتربوكسد (الإنجليزية)
- الإتجار بالجنس على موقع كينوبويسك (الروسية)
- الإتجار بالجنس على موقع قاعدة بيانات الفيلم (الإنجليزية)